# Cykloaddition
En cykloaddition er en kemisk reaktion, ved hvilken to (eller flere) molekyler kombineres og danner et nyt ringsystem. Cykloadditioner hører til klassen af pericykliske reaktioner. Cykloadditioner klassificeres ud fra antallet af π-elektroner i de reagerende molekyler. Hvis én reaktant f.eks. bidrager med fire π-elektroner og en anden reaktant med to, klassificeres reaktionen som en [4+2]-cykloaddition.